# Holasice
Holasice jsou obec v okrese Brno-venkov v Jihomoravském kraji. Rozkládají se v Dyjsko-svrateckém úvalu u města Rajhrad. Žije zde přibližně 1 400 obyvatel.

## Historie
První písemná zmínka o obci pochází z roku 1349. Byla uvedena v tzv. listině probošta Mikuláše, který zde na základě tohoto dokumentu získal polnosti, činže a desátek. Holasice náležely do panství rajhradského. Kronika obce byla založena v roce 1772.
Frontové boje o Holasice v dubnu 1945 trvaly sedm dní a mezi vojáky Rudé armády vstoupily do povědomí jako „malý Stalingrad“.

## Obyvatelstvo
| Rok            | 1869 | 1880 | 1890 | 1900 | 1910 | 1921 | 1930 | 1950 | 1961 | 1970 | 1980 | 1991 | 2001 | 2011 | 2021  |
| -------------- | ---- | ---- | ---- | ---- | ---- | ---- | ---- | ---- | ---- | ---- | ---- | ---- | ---- | ---- | ----- |
| Počet obyvatel | 398  | 438  | 439  | 436  | 609  | 766  | 897  | 778  | 858  | 865  | 821  | 815  | 848  | 882  | 1 282 |
| Počet domů     | 55   | 63   | 74   | 80   | 116  | 131  | 179  | 201  | 219  | 223  | 237  | 274  | 283  | 294  | 424   |

Vývoj počtu obyvatel

## Pamětihodnosti
- Kaple svatého Václava z roku 1848
- barokní pískovcové sousoší ležících lvů ze 17. století, původem z benediktinského kláštera v Rajhradě[7]
- tůň Ludmila – cenný mokřad jižně od obce, se zachovalou populací čolka velkého a kuňky ohnivé[8]

## Galerie

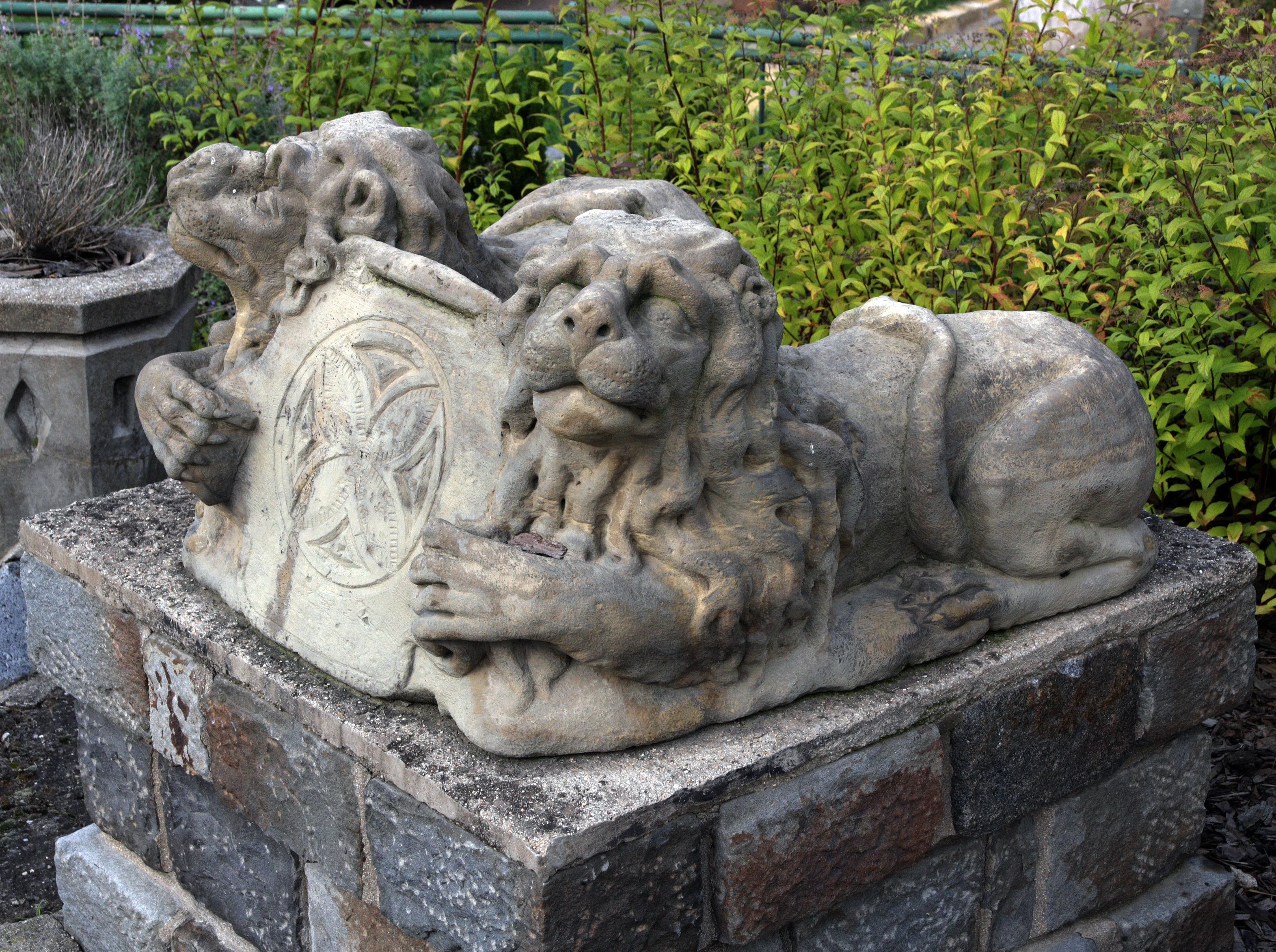
Sousoší ležících lvů
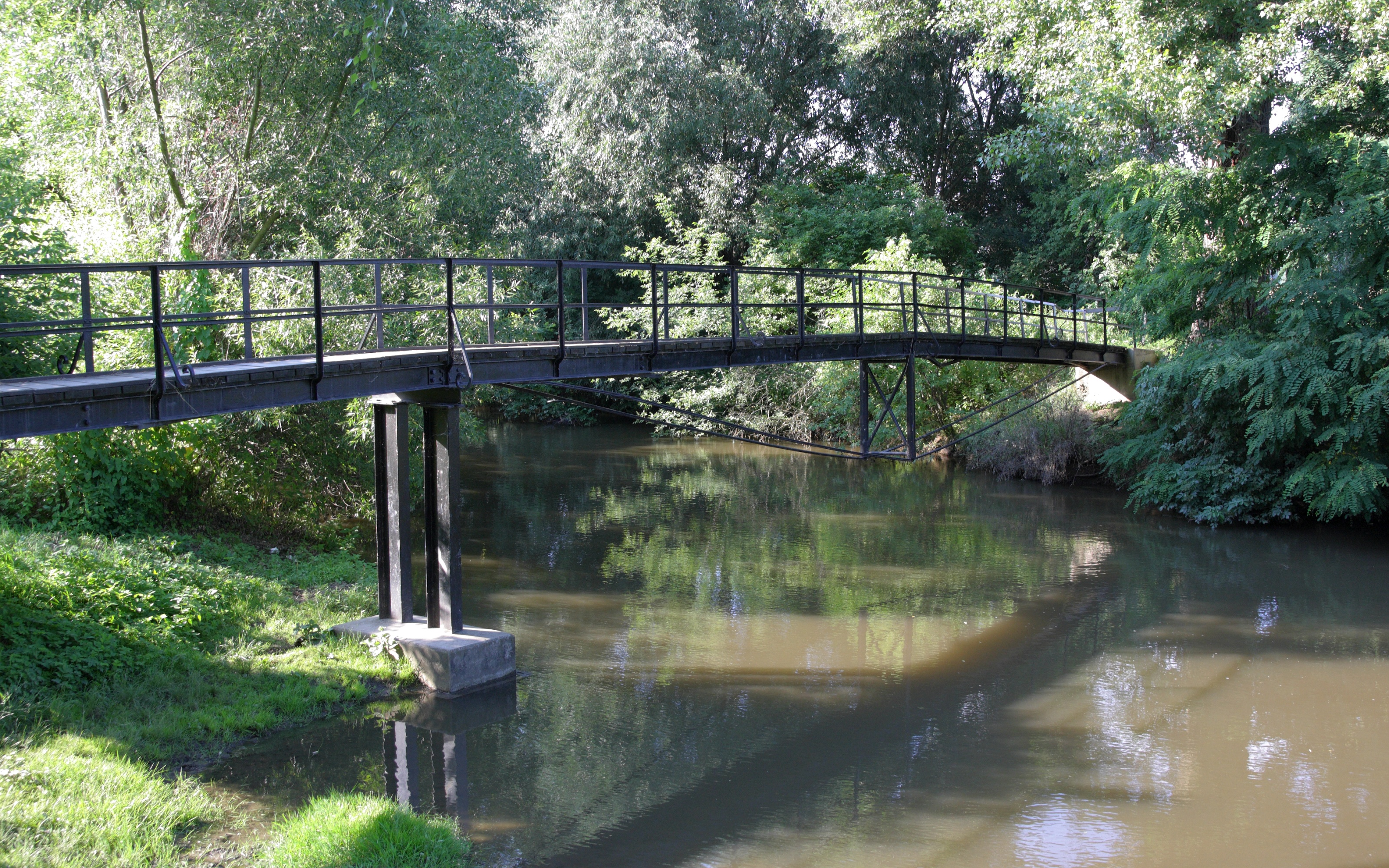
Lávka přes Vojkovický náhon
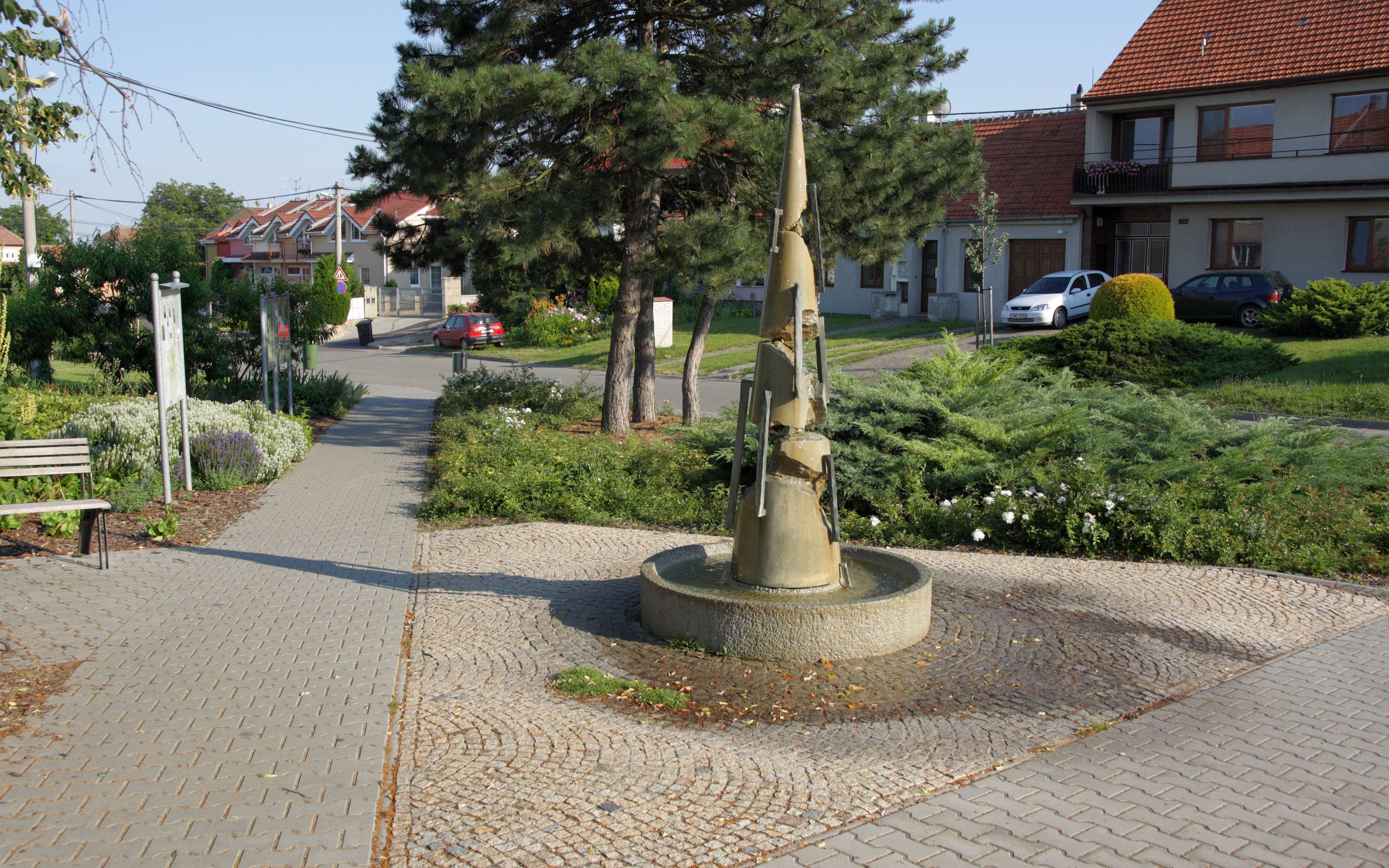
Parčík na náměstí Rudé armády
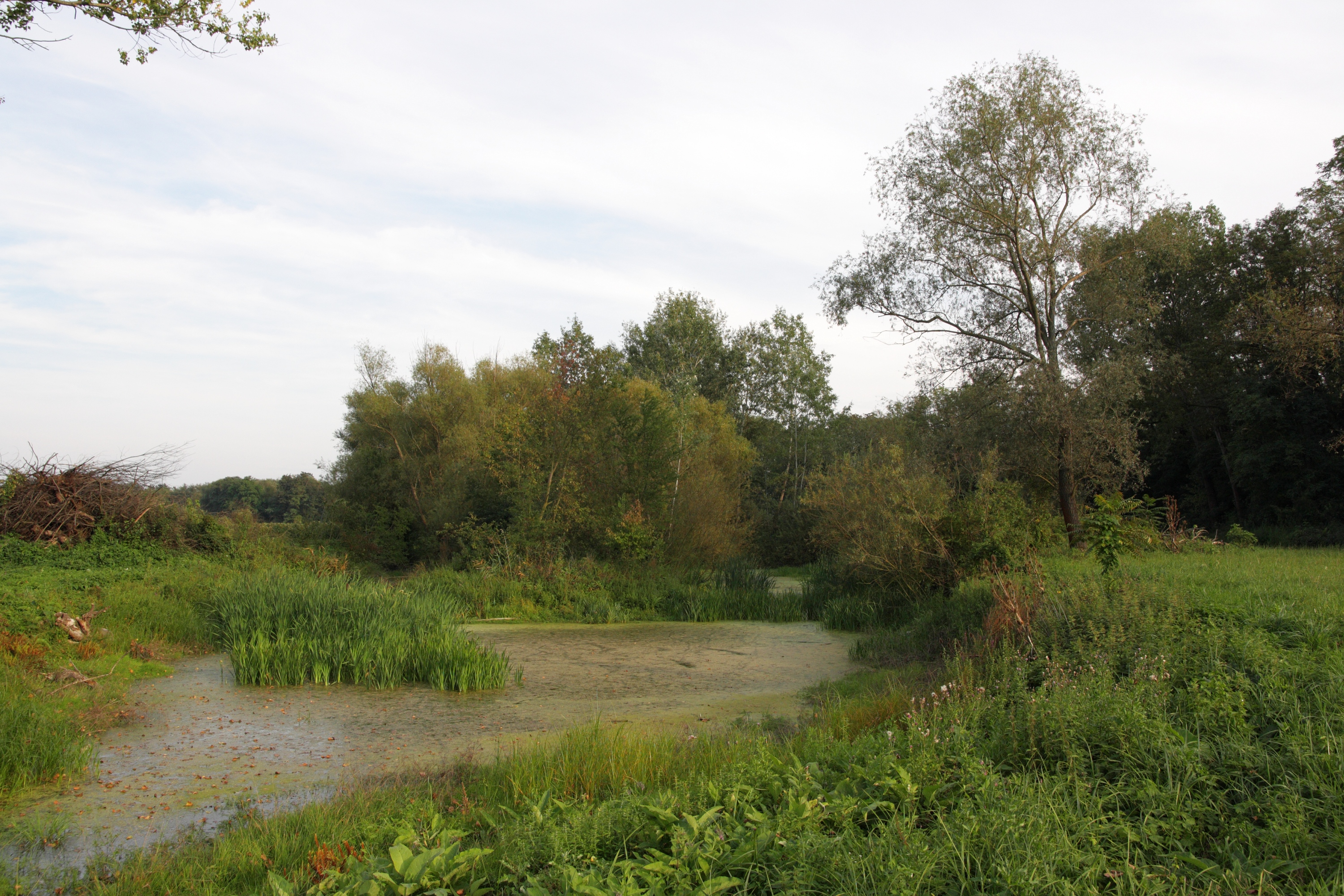
Tůň Ludmila